# Tin Amansagh
Tin Amansagh (também escrita Tin Amenserh ou Ti-n-Emensar) é uma vila na comuna de Abalessa, no distrito de Abalessa, província de Tamanghasset, Argélia. Se encontra na margem norte do Oued Abalessa, 25 quilômetros (16 milhas) a leste da cidade de Abalessa e 48 quilômetros (30 milhas) a oeste de Tamanrasset.